# Asahina Yoshihide

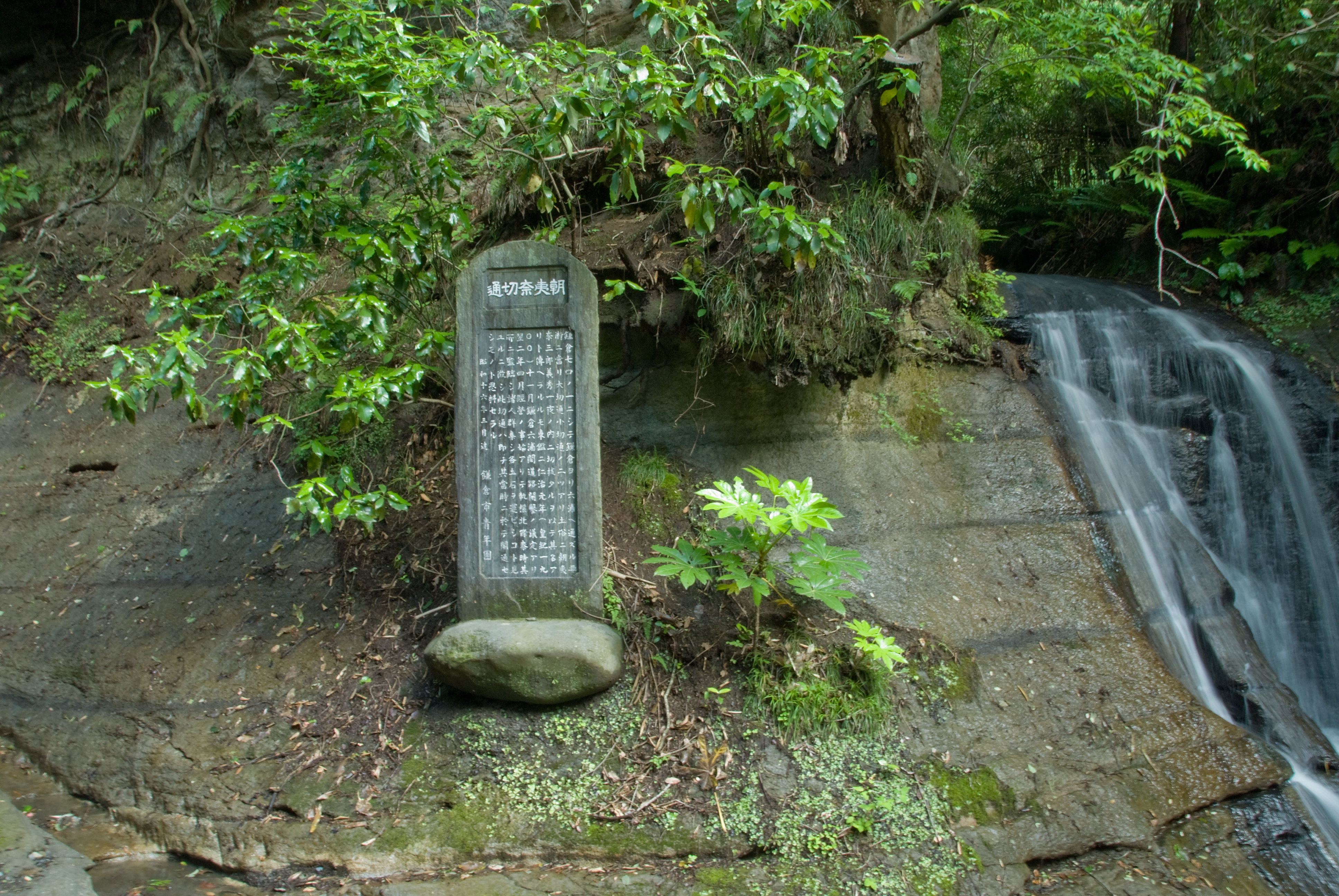
La cascade de Saburō à l'entrée du col d'Asaina, tous deux nommés d'après Asahina Yoshihide.

Asahina Yoshihide est un nom japonais traditionnel ; le nom de famille (ou le nom d'école), Asahina, précède donc le prénom (ou le nom d'artiste).
Asahina Yoshihide (朝比奈 義秀), aussi connu sous le nom Asahina Saburō (朝比奈 三朗), fils de Wada Yoshimori, est un guerrier japonais du début du XIIIe siècle,. Son nom, également écrit avec les caractères 朝夷奈 (Asaina), vient du canon d'Asaina (朝夷奈郡) d'Awa no Kuni (安房), où il vit pendant un temps. Bien qu'il soit très probablement un personnage historique, Yoshihide apparaît comme un caractère légendaire quelque peu surhumain dans la littérature et dans le théâtre kabuki. Selon ceux-ci, sa mère est la renommée femme guerrier Tomoe Gozen, et il possède une force surhumaine qu'il utilise pour accomplir un certain nombre de prouesses étonnantes.

## Légendes
Le nom d'Asahina est associé à d'incroyables exploits. Selon le Azuma kagami, lui et le futur shogun Minamoto no Yoriie, qui sont bons amis, sont ensemble un jour à Kotsubo. Yoriie dit qu'il a appris quel bon nageur est Yoshihide, et le met au défi de faire une démonstration de ses prouesses. Immédiatement, Asahina saute dans la mer et bientôt réapparaît avec deux ou trois requins dans ses poings. Asahina est aussi mentionné dans le Soga monogatari pour s'être engagé dans une lutte de force avec Soga Goro Tokimune.
Enfin et surtout, il aurait ouvert le col d'Asaina lui-même en une nuit, donnant ainsi son nom à ce col très important,.

## Guerre contre les Hōjō
Obligé de Minamoto no Yoriie, Yoshihide combat avec son père et Yoriie dans une rébellion dirigée contre le clan Hōjō en 1213. C'est lui qui mène une attaque et incendie le bakufu d'Ōkura, siège du gouvernement de Minamoto no Yoritomo. Défait, selon le Kagami azuma, Yoshihide  qui a 38 ans, fuit vers Awa no Kuni avec 500 cavaliers. À partir de ce moment, son sort est inconnu, mais, selon les archives de la famille Wada (Wada Keizu (和田系図)), il fuit d'abord à Awa no Kuni, puis en Corée.

## Source de la traduction
- (en) Cet article est partiellement ou en totalité issu de l’article de Wikipédia en anglais intitulé « Asahina Yoshihide » (voir la liste des auteurs).